# 구글 항공편
구글 항공편(Google Flights)은 서드파티 공급자를 통해 항공편 구매를 용이하게 해주는 온라인 항공편 예약 검색 서비스이다. 2011년 구글이 런칭하였다.

## 역사
2011년 4월, United States Department of Justice Antitrust Division는 구글이 ITA 소프트웨어를 700,000,000달러에 인수하는 건에 승인하였다. 2011년 9월 13일, 구글은 구글 항공편을 런칭하였으며 이 인수로부터 얻은 알고리즘들을 사용하였다.

## 반응
이 서비스는 엑스페디아, Orbitz, Kayak, Bing 등의 경쟁사들과 즉시 비교되었다.